# Ukraina na Letnich Igrzyskach Olimpijskich Młodzieży 2010
Ukrainę na Letnich Igrzyskach Olimpijskich Młodzieży 2010 w Singapurze reprezentowało 55 sportowców w 18 dyscyplinach.

## Skład kadry

### Badminton
- Jelizaweta Żarka

### Boks
- Ołeh Nekludow
- Ołeksandr Skory

### Gimnastyka

#### Gimnastyka artystyczna
- Alina Krawczenko
- Ołeh Stepko
  - Wielobój indywidualnie -  srebrny medal
  - Ćwiczenia wolne -  srebrny medal
  - Ćwiczenia na poręczach -  złoty medal
  - Ćwiczenia na koniu z łękami -  złoty medal

#### Gimnastyka rytmiczna
- Wiktorija Szynkarenko

#### Gimnastyka na trampolinie
- Diana Klucznik
- Ołeksandr Satin  złoty medal

### Judo
- Dmytro Atanow - kategoria do 55 kg  brązowy medal
- Ksenija Darczuk - kategoria do 78 kg  brązowy medal

### Kajakarstwo
- Marija Kiczasowa
- Anatolij Melnyk
  - kanadyjki jedynki  srebrny medal
  - kanadyjki jedynki górskie  brązowy medal
- Wasyl Żelnyczenko

### Lekkoatletyka
- Wadim Adamczuk
- Hanna Ałeksandrowa - trójskok  brązowy medal
- Wiktor Czernysz - skok wzwyż  brązowy medal
- Kateryna Derun - rzut oszczepem  złoty medal
- Alina Galczenko
- Ołena Kolesniczenko - 400 m przez płotki  brązowy medal
- Jurij Kuszniruk
- Ihor Laszczenko - chód na 10 000 m  złoty medal
- Dmytro Ostrowski
- Oksana Rajta - 2000 m z przeszkodami  brązowy medal
- Serhij Reheda
- Hanna Szełech - skok o tyczce  brązowy medal
- Wjaczesław Szwydki
- Jewhen Strokań
- Anastasija Tkaczuk

### Łucznictwo
- Witalij Komoniuk
- Lidija Siczenikowa

### Pięciobój nowoczesny
- Jurij Fedeczko
- Anastasija Spas  brązowy medal

### Pływanie
- Andrij Howorow
  - 50 m. st. dowolnym -  złoty medal
  - 50 m. st. motylkowym -  złoty medal
- Andrij Kowbasa
- Daryna Zewina
  - 100 m st. grzbietowym -  złoty medal
  - 200 m st. grzbietowym -  srebrny medal

### Podnoszenie ciężarów
- Kostiantyn Rewa - kategoria 85 kg  brązowy medal
- Tetiana Syrota

### Skoki do wody
- Ołeksandr Bondar
  - trampolina 3-metrowa  srebrny medal
  - wieża 10-metrowa  srebrny medal
- Wiktorija Potechina
  - trampolina 3-metrowa  brązowy medal

### Strzelectwo
- Serhij Kulisz - pistolet pneumatyczny  brązowy medal
- Denys Kusznirow - karabin pneumatyczny  złoty medal

### Szermierka
- Alina Komaszczuk
- Roman Swiczkar

### Taekwondo
- Maksym Dominiszin - kategoria do 73 kg  brązowy medal
- Iryna Romołdanowa - kategoria do 44 kg  srebrny medal

### Tenis
- Sofija Kowałeć
  - gra pojedyncza - 1. runda
  - gra podwójna - ćwierćfinał
- Elina Switolina
  - gra pojedyncza - 2. runda
  - gra podwójna - ćwierćfinał

### Triathlon
- Andrij Sirenko

### Wioślarstwo
- Jurij Iwanow
- Natalija Kowalowa  srebrny medal

### Zapasy
- Ołeksandr Łytwynow - kategoria do 58 kg  srebrny medal
- Karina Stankowa - kategoria do 70 kg  brązowy medal
- Ołeksij Żabski

### Żeglarstwo
- Pawło Babycz
- Sofija Łaryczewa